# Schaumbad

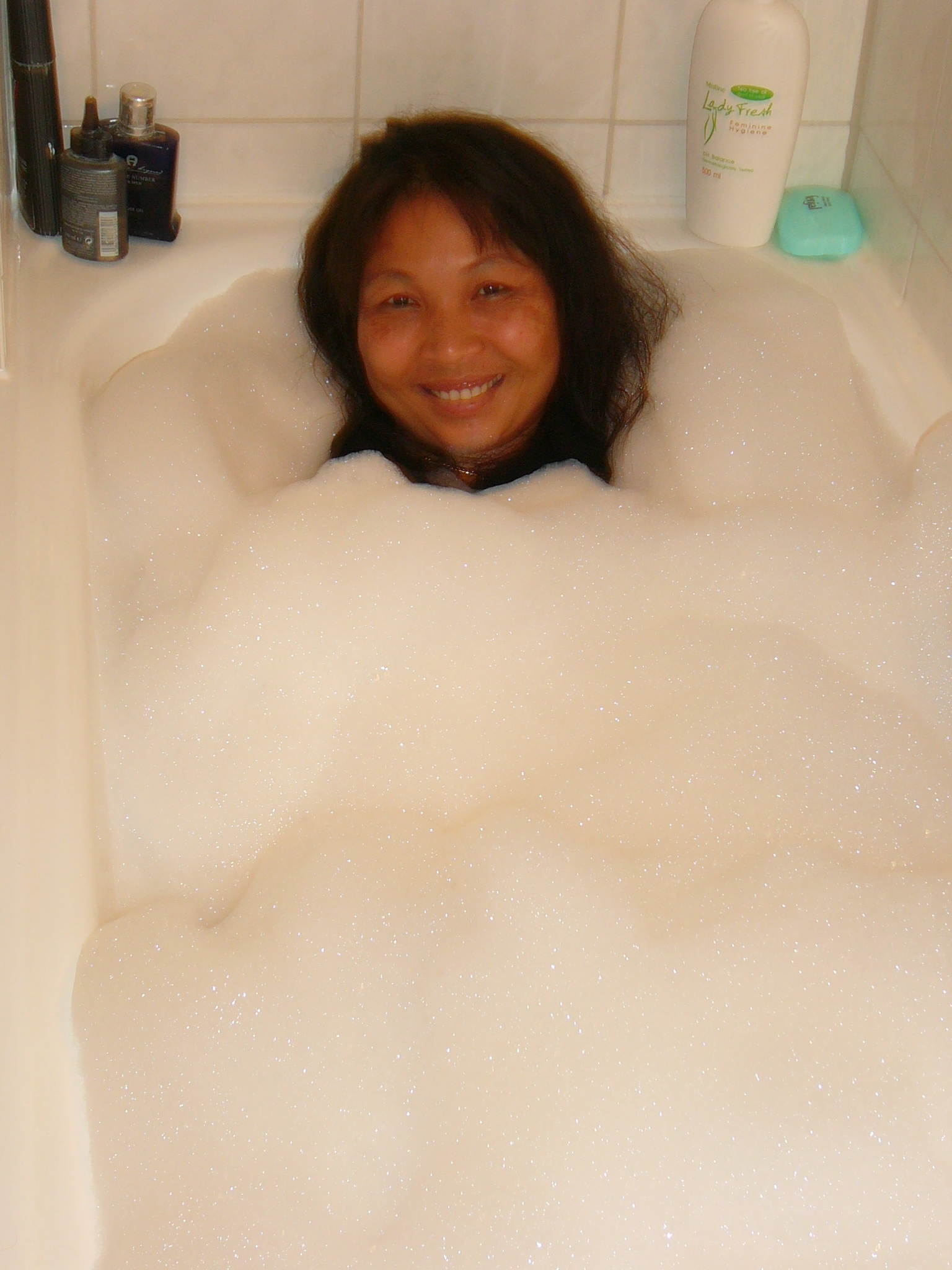
Im Schaumbad

Der Begriff Schaumbad meint das Baden in Wasser mit schaumbildendem Badezusatz, aber auch das aufgeschäumte Badewasser selbst sowie den Badezusatz, der das Badewasser zum Schäumen bringt.
Schaumbäder dienen der Hautreinigung und der Erfrischung. Schaum, Geruch und Farbe des Bades sollen dem Wohlbefinden, der Entspannung und Erfrischung dienen.
Schaumbäder sind meist flüssig und enthalten hauptsächlich waschaktive Tenside. Der Schaum dient im Wesentlichen dem Badegefühl und der Hautentfettung, der Pflegeeffekt ist im Vergleich zu Ölbädern und Wirkstoffbädern gering.

## Geschichte
In früherer Zeit wurde die Körperreinigung des Menschen in Bächen, Seen vorgenommen. Bei Griechen und Römern wurden große Badehäuser, Thermen, errichtet.
Badewannen wurden schon lange Zeit genutzt. Jedoch erst mit der Verbreitung – seit 1960 –  von synthetischen Tensiden wurde die Schaumherstellung, der Einsatz von Duft- und Farbstoffen im Badewasser möglich.
Schäumende Badeprodukte wurden im frühen 20. Jahrhundert als schäumende Badesalze populär; die „Badebombe“ erst spät in diesem Jahrhundert. Die frühsten Schaumbäder schäumte man mit Seife auf, eine Praktik, die kurz nach der Vermarktung der Seifenflocken üblich wurde. Auch Saponine wurden zur Aufschäumung von sauerstoffgesättigtem (sprudelndem) Schaumbad verwendet. Später wurden Schaumbäder, die grenzflächenaktive Substanzen enthielten, bekannter; ein früh veröffentlichtes Produkt mit Alkylsulfat wurde 1936 in der Originalproduktion des Stücks „The Women“ benutzt, allerdings ist es möglich, dass seit der Vermarktung durch die Firma Dreft von 1933 eine ähnliche Mischung zur Produktion von Badeschaum auf Fotos benutzt wurde. Nach dem Massenmarketing von Produkten in Supermärkten um die 1960er wurden Schaumbäder die Standardmethode, Kinder zu baden. In den USA wurde die Marke „Bub“, in Großbritannien die Marke „Matey“ und in Deutschland „Badedas“ seit kurz vor 1960 vermarktet.
Maschinenbetriebene, sprudelnde Bäder entstanden im frühen 20. Jahrhundert für den therapeutischen Gebrauch, wurden aber mit der Einführung des Jacuzzi in weiterem Kreis benutzt. Die Trends vermischten sich, als der Gruppenwhirlpool, der ursprünglich stilles Wasser erhitzte (Hot Tub), beliebter als ein kommunales Whirlpool-Bad wurde. Im späten 20. Jahrhundert waren düsenbetriebene Whirlpools für den Heimgebrauch  sehr populär geworden.

## Sauerstoffgesättigte Bäder – BlasenimWasser
Blasen im Wasser werden entweder durch die mechanische Aeration oder mit Feststoffen, die Gas produzieren, erzeugt. Für die mechanische Aeration werden in manchen Fällen Düsen zum Aufwirbeln des Wassers benutzt, wobei dafür vorgesehene Vorrichtungen entweder permanent oder temporär in der Badewanne oder dem Pool angebracht sind, genannt Whirlpool. Die Feststoffe können kleine Granulatkugeln oder sogenannte Badebomben (auch „Bathfizzies“) sein. Sie produzieren Kohlendioxid, wenn ein Karbonat oder ein Bikarbonat mit einer organischen Säure reagiert.

## Blasenaufdem Wasser
Schaumbad entsteht durch die Zugabe von Produkten, die grenzflächenaktive Substanzen enthalten, zu Wasser, und durch die temporäre Aeration (indem man das Wasser bewegt, meist nur mit einem Wasserhahn, aus dem Wasser in das Becken läuft). Diese Praxis ist sehr beliebt, da der Schaum das Badewasser isoliert und es somit länger warmhält. Außerdem verringert der Schaum (als ein Kalkseifen-Lösungsmittel) Absetzungen an der Badewanne und unter der Wasseroberfläche (→Wasserhärte), die durch Seife und mineralhaltiges Wasser entstehen können. Der Schaum kann den Körper des Badenden verstecken, was sittlicher aussieht, oder im Theater oder in Filmen den Eindruck erwecken, dass ein Schauspieler normal badet, obwohl er eigentlich etwas trägt. Besonders bei den Kindern ist das Schaumbad sehr beliebt, es motiviert sie zum Baden.
Badezusätze für diesen Zweck heißen Badeschaum oder Schaumbad und enthalten oft Stoffe, die zusätzliche Zwecke (z. B. Erfrischung, Entspannung) erfüllen. Die Badezusätze sind in flüssiger Form sowie in trockener, komprimierter Form (z. B. Badekugeln, Badeherzen) erhältlich. 
In viel höherer Konzentration (zum Beispiel auf einem Waschlappen) können die Stoffe auch zum Waschen von Haut und Haaren verwendet werden (besonders in flüssiger Form), deshalb werden sie manchmal für verschiedene Verwendungen vermarktet; in wenigen Fällen auch als Haushaltsmittel wie z. B. als mildes Waschmittel für Handwäsche oder zur Vermeidung von Kalkabsetzungen an der Badewanne (schäumend oder nicht schäumend).
In der deutschen Sprache ist der Begriff Schaumbad eher für den Schaum auf dem Wasser gebräuchlich.

### Anwendung
Entsprechend den Angaben des Herstellers wird für die Portionierung meist die Verschlusskappe der Flasche genutzt. Will man sich entspannen, wird meist eine Badewassertemperatur zwischen 36 und  38 °C gewählt. Dient das Schaumbad zur Erfrischung, wählt man für das Badewasser eine tiefere Temperatur (28–34 °C).
Wünscht man eine starke Schaumentwicklung, so gibt man das Badepräparat am Anfang des Wassereinlaufes in die Badewanne hinzu. Wünscht man eine geringere Schaumentwicklung erfolgt die Zugabe im fast gefüllten Bad.
Die Badezeit sollte auf etwa 15 Minuten begrenzt werden, da andernfalls die Haut zu stark entfettet oder ausgelaugt wird.